# فرانك إل. غريني
فرانك إل. غريني (بالإنجليزية: Frank L. Greene)‏ هو مُحرِّر وسياسي أمريكي، ولد في 10 فبراير 1870 في الولايات المتحدة، وتوفي في 17 ديسمبر 1930 في نفس البلد. حزبياً، نشط في الحزب الجمهوري. وقد انتخب عضو مجلس النواب الأمريكي وانتخب عضو مجلس الشيوخ الأمريكي.